# Černíky (Zvole)
Černíky jsou vesnice v okrese Praha-západ, která je součástí obce Zvole. Nachází se asi 1,4 km na jihovýchod od Zvole. Je zde evidováno 178 adres.